# Gudarnas marknad
Gudarnas marknad (franska: La Foire aux immortels) är första delen i en trilogi seriealbum av den jugoslavisk-franske serieskaparen Enki Bilal.
Den handlar om astronauten Nikopol, som vaknar upp i en framtid där en maktkamp pågår mellan ett fasciststyrt, atombombshärjat Paris och egyptiska gudar. Även den andra delen, Lockfågeln, finns utgiven på svenska.